# 南迁录
《南迁录》，金代笔记，原题金朝通直郎、秘书省、著作郎、骑都尉张师颜所撰，一卷。
纪录金郑王完颜允蹈之子爱王完颜大辨据五国城叛乱，及元兵围燕，贞祐迁都汴京之事。此书作金世宗长子完颜允升，次为允猷、允植。允升、允猷因谋害允植被诛，允植之子立为章宗。金章宗被弑，磁王允明立为昭宗。昭宗被弑，潍王允文立为德宗。德宗死后，淄王允德立为金宣宗。记载世宗改元兴庆，其后有章宗改元天定，潍王完颜允文改元天统。与《金史》记载帝系、纪年完全不同。《四库提要》称其舛错谬妄，不可胜举。赵与旹《宾退录》、陈振孙《书录解题》都称其为伪书。元朝至正十八年（1358年）有重抄本。明代有浙江范懋柱家天一阁藏本。